# Monika Wałachowska
Monika Wałachowska – polska prawniczka, dr hab. nauk prawnych, profesor Uniwersytetu Mikołaja Kopernika w Toruniu, prorektorka ds. studenckich i kształcenia w kadencji 2024-2028.

## Życiorys
W 2002 ukończyła studia prawnicze na Uniwersytecie Mikołaja Kopernika w Toruniu. 20 lutego 2007 uzyskała doktorat dzięki pracy pt. Zadośćuczynienie pieniężne za doznaną krzywdę, a 12 stycznia 2016 habilitację na podstawie rozprawy zatytułowanej Wynagrodzenie szkód deliktowych doznanych przez pośrednio poszkodowanych na skutek śmierci albo uszkodzenia ciała lub rozstroju zdrowia osoby bliskiej. Pełni kierownika Katedry Prawa Medycznego i Ubezpieczeniowego na Wydziale Prawa i Administracji Uniwersytetu Mikołaja Kopernika w Toruniu. Od 1 września 2024 r. pełni funkcję prorektorki ds. studenckich i kształcenia Uniwersytetu Mikołaja Kopernika w Toruniu.
W latach 2008–2012 była sekretarką redakcji i redaktorką tematycznego czasopisma WPiA UMK w Toruniu.

## Publikacje
- 2007: Glosa do wyroku Sądu Apelacyjnego w Gdańsku z 23.IX.2005 (IACa 554/05)[1]
- 2008: Glosa do wyroku SN z 14 III 2007 r. (I CSK 465/06)[1]
- 2009: Cywilne prawo wytoczenie powództwa za życia poszkodowanego w rozumieniu art. 445 paragraf 3 k.c. - zgoda sądu opiekuńczego na dokonanie czynności przez opiekuna osoby ubezwłasnowolnionej: wyrok Sądu Najwyższego - Izba Cywilna z dnia 27 listopada 2008 r. IV CS 306/08K[1]
- 2009: Glosa do wyroku Sądu Najwyższego z dnia 27 listopada 2008 r., IV CSK 306/08[1]
- 2009: Glosa do wyroku z dnia 20 kwietnia 2006 r. (IV CSK 99/05)[1]
- 2009: Glosa do wyroku Sądu Najwyższego z dnia 29 maja 2007 r. (V CKS 76/07)[1]
- 2009: Glosa do wyroku Sądu Najwyższego z dnia 11 stycznia 2007 r., II CSK 392/06[1]